# دنیلا دنبی-اش
دنیلا دنبی-اش (انگلیسی: Daniela Denby-Ashe؛ زادهٔ ۹ اوت ۱۹۷۸) بازیگر اهل انگلستان است.
وی در فیلم‌ها و سریال‌هایی همچون خانه وارونه، مَـکسوِل، خانواده من، تورچ وود، شاهد خاموش و آدمکشان میدسامر بازی کرده است.